# FTSE/JSE Top 40 Index
El FTSE/JSE Top 40 Index es un índice bursátil de la bolsa de Johannesburgo que se compone de las 40 compañías principales por capitalización del país.

## Composición
Las siguientes empresas componen el índice a 2025:
| N.º | Compañía                 | Código  | Industria              | Capitalización (en dólares estadounidenses) |
| --- | ------------------------ | ------- | ---------------------- | ------------------------------------------- |
| 1   | Anheuser-Busch InBev     | JSE:ANH | Cervecería             | 136 720 000 000                             |
| 2   | BHP Group                | JSE:BHG | Minería                | 126 010 000 000                             |
| 3   | Richemont                | JES:CFR | Joyería                | 116 900 000 000                             |
| 4   | Prosus                   | JSE:PRX | Inversión              | 113 120 000 000                             |
| 5   | British American Tobacco | JSE:BTI | Tabaco                 | 96 670 000 000                              |
| 6   | Naspers                  | JSE:NPN | Tecnología             | 46 840 000 000                              |
| 7   | Glencore                 | JSE:GNL | Minería                | 43 430 000 000                              |
| 8   | Anglo American           | JSE:AGL | Minería                | 34 150 000 000                              |
| 9   | First Rand               | JSE:FSR | Banca                  | 22 770 000 000                              |
| 10  | Capitec Bank             | JSE:CPI | Banca                  | 22 060 000 000                              |
| 11  | AngloGold Ashanti        | JSE:ANG | Minería                | 21 840 000 000                              |
| 12  | Standard Bank            | JSE:SBK | Banca                  | 20 240 000 000                              |
| 13  | Gold Fields              | JSE:GFI | Minería                | 19 290 000 000                              |
| 14  | Vodacom                  | JSE:BOD | Telecomunicaciones     | 14 630 000 000                              |
| 15  | MTN Group                | JSE:MTN | Telecomunicaciones     | 12 200 000 000                              |
| 16  | Investec                 | JSE:INL | Inversión              | 11 590 000 000                              |
| 17  | Valterra Platinum        | JSE:AMS | Minería                | 9 660 000 000                               |
| 18  | Sanlam                   | JSE:SLM | Sector financiero      | 9 400 000 000                               |
| 19  | Bidcorp                  | JSE:BID | Franquicia             | 8 800 000 000                               |
| 20  | Shoprite Holdings Ltd    | JSE:SHP | Franquicia             | 8 410 000 000                               |
| 21  | Discovery Ltd            | JSE:DSY | Sector financiero      | 7 680 000 000                               |
| 22  | Absa Bank                | JSE:ABG | Banca                  | 7 650 000 000                               |
| 23  | Mondi                    | JSE:MNP | Papelera               | 7 220 000 000                               |
| 24  | Nedbank                  | JSE:NED | Banca                  | 6 530 000 000                               |
| 25  | Impala Platinum          | JSE:IMP | Minería                | 6 310 000 000                               |
| 26  | NEPI Rockcastle          | JSE:NRP | Inmobiliaria           | 5 410 000 000                               |
| 16  | Investec                 | JSE:INP | Inversión              | 5 220 000 000                               |
| 27  | Remgro                   | JSE:REM | Sector financiero      | 4 970 000 000                               |
| 28  | Reinet Investments       | JSE:RNI | Inversión              | 4 960 000 000                               |
| 29  | Clicks Group             | JSE:CLS | Salud                  | 4 930 000 000                               |
| 30  | Bidvest Group            | JSE:BVT | Inversión              | 4 460 000 000                               |
| 31  | Sibanye-Stillwater       | JSE:SSW | Minería                | 3 760 000 000                               |
| 32  | Mr Price Group           | JSE:MRP | Franquicia             | 3 440 000 000                               |
| 33  | Northam Platinum         | JSE:NPH | Minería                | 3 110 000 000                               |
| 34  | Old Mutual               | JSE:OMU | Sector financiero      | 3 030 000 000                               |
| 35  | Aspen Pharmacare         | JSE:APN | Farmacéutica           | 2 930 000 000                               |
| 36  | Woolworths               | JSE:WHL | Franquicia             | 2 840 000 000                               |
| 37  | Sasol                    | JSE:SOL | Estaciones de servicio | 2 790 000 000                               |
| 38  | MultiChoice              | JSE:MCG | Televisión de pago     | 2 640 000 000                               |
| 39  | Growthpoint              | JSE:GRT | Inversión              | 2 420 000 000                               |
| 40  | Exxaro                   | JSE:EXX | Minería                | 1 910 000 000                               |